# Gekås
Gekås Ullared AB is een warenhuis in Ullared, Zweden en is de grootste supermarkt ter wereld. 

## Geschiedenis
Het bedrijf werd in 1963 opgericht door Göran Karlsson als “Ge-Kås Manufaktur”. Het warenhuis had in 2011 in totaal 4,6 miljoen klanten (4,8 miljoen in 2016) en een omzet van 4,2 miljard Zweedse kronen. Het warenhuis heeft een oppervlakte van 35.000 m², 6700 winkelwagentjes en 82 kassa's. Het warenhuis kan tegelijkertijd door 5500 klanten worden bezocht. Op 30 juli 2013 werd een recordaantal bezoekers van 27.500 klanten bereikt. Op 9 november 2019 werd een record dagomzet van 41,7 miljoen kronen behaald. 
Bij het warenhuis horen ook een vakantiedorp, een camping en een hotel met 115 kamers. 